# ليزا أير
ليزا أير (بالإنجليزية: Lisa Eyre)‏ هي مجدفة بريطانية، ولدت في 18 ديسمبر 1968 في Nantwich ‏ في المملكة المتحدة.

## وصلات خارجية
- ليزا أير على موقع الاتحاد الدولي للتجديف (الإنجليزية)
- ليزا أير على موقع اللجنة الأولمبية الدولية (الإنجليزية)
- ليزا أير على موقع أوليمبيديا (الإنجليزية)
- ليزا أير على موقع اللجنة الأولمبية البريطانية (الإنجليزية)